# كافيار

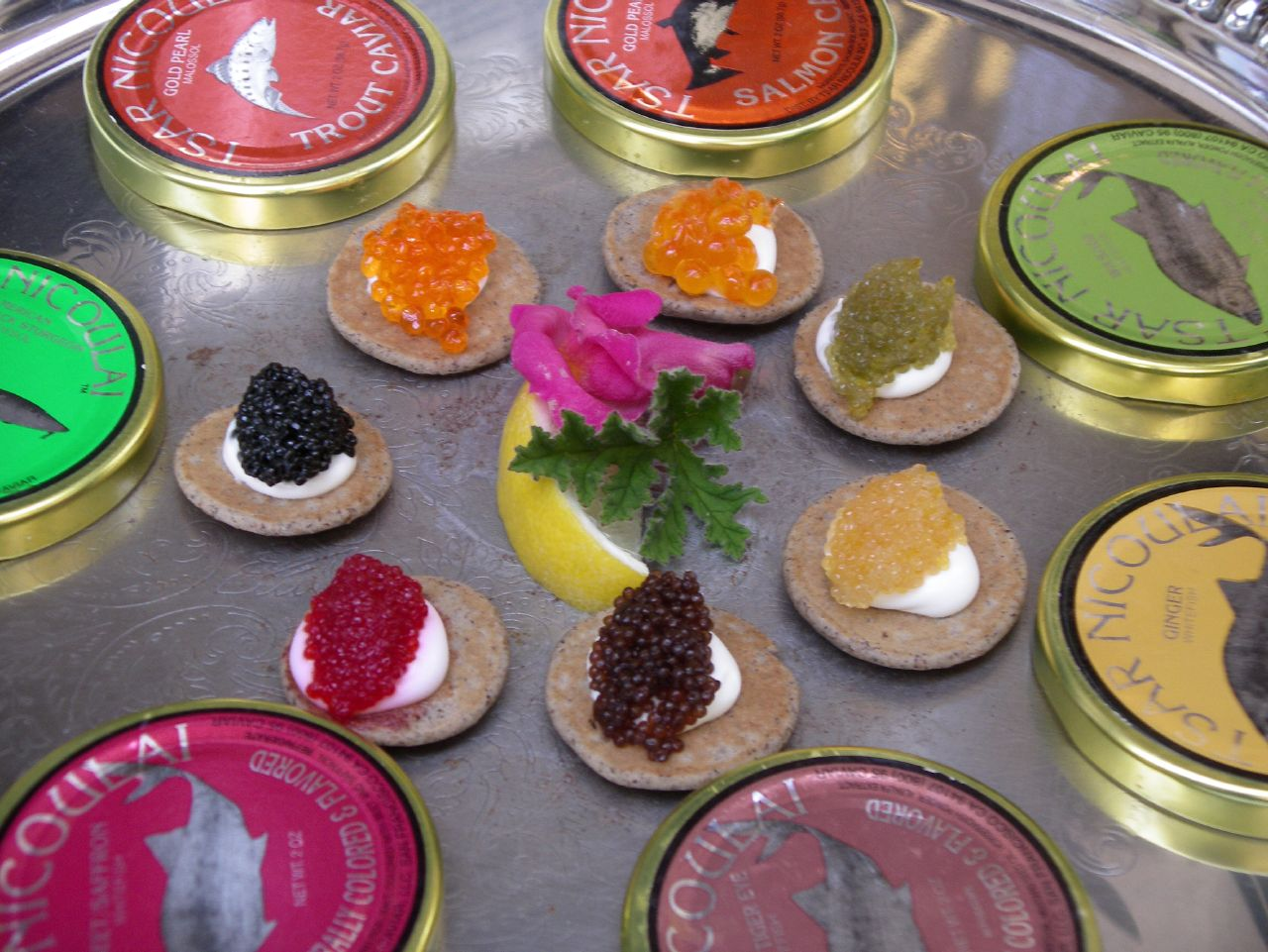
سبعة أنواع مختلفة من الخبياري

الخِبْيَارِي أو الخَبْيَارِي أو الصُّعْتر أو السرء (بالفارسية: خاویار) (يسمى في الترجمة الحرفية الكافيار) هو بيض مالح يستخرج من بطارخ بعض الأنواع من الأسماك مثل سمك الحفش. ويباع تجاريًّا على نطاق واسع، ويعتبر نوعًا من المقبلات الغالية الراقية.

## أصل الكلمة

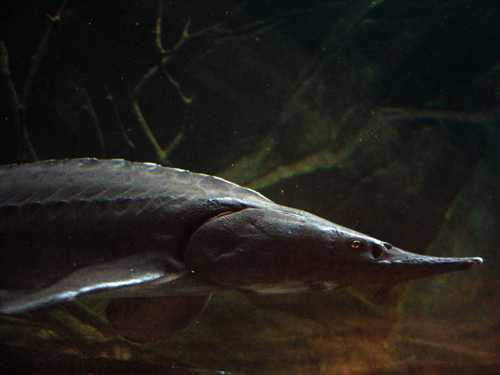
الستيرجون

أصل كلمة "كافيار" يأتي من الكلمة اليونانية "أفيرون" (بيضة) أو من "هافيا" الفارسية (بطارخ السمك). في بينما سمك الحفش الأبيض ‏ كان معروفًا لدى البحارة في العصور القديمة ، فإن "الكافيار" الذي يتم الحصول عليه من بيضهم لم يظهر حتى القرن التاسع. حيث كان الفرس أول من تناول بيض سمك الحفش من بحر قزوين. ثم ظهر الكافيار في المحاكم الروسية حيث كان القيصر يخدمونه في مآدبهم الإمبراطورية الفخمة

## الأنواع
الكافيار الأسود المعاصر هو بيض سمك الحفش (ستيرجون). والكافيار الأحمر اللون وهو المستخرج من سمك السلمون.

## الإنتاج

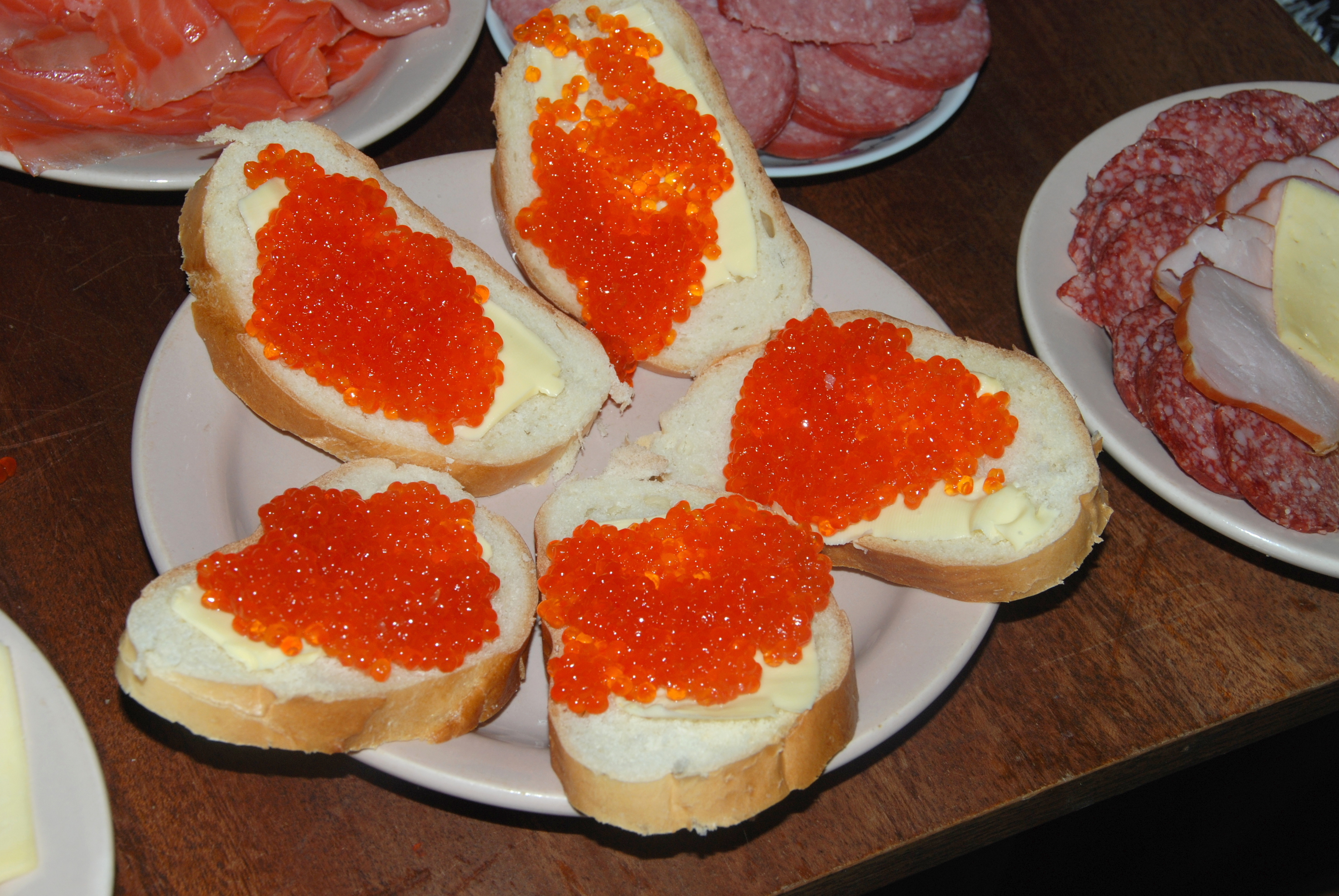
كافيار بالخبز

يتم الصيد من حوض بحر قزوين من أذربيجان، إيران، روسيا وكازاخستان. وفي الوقت الراهن، يترتب على الإفراط في الصيد والتلوث تضاؤل غلة الصيد وقد أسفر ذلك عن إنشاء أقل كلفة، وعلى الرغم من شعبية الخبياري بدائل البيض من السمك الأبيض وسمك السلمون شمال الأطلسي. وقد اعلنت عدد من الدول الغربية على رأسها الولايات المتحدة، في 2 نوفمبر 2005، وقف استيراد الخبياري الفاخر حفاظًا على سمكته من الانقراض في البحر الأسود.

## فوائده

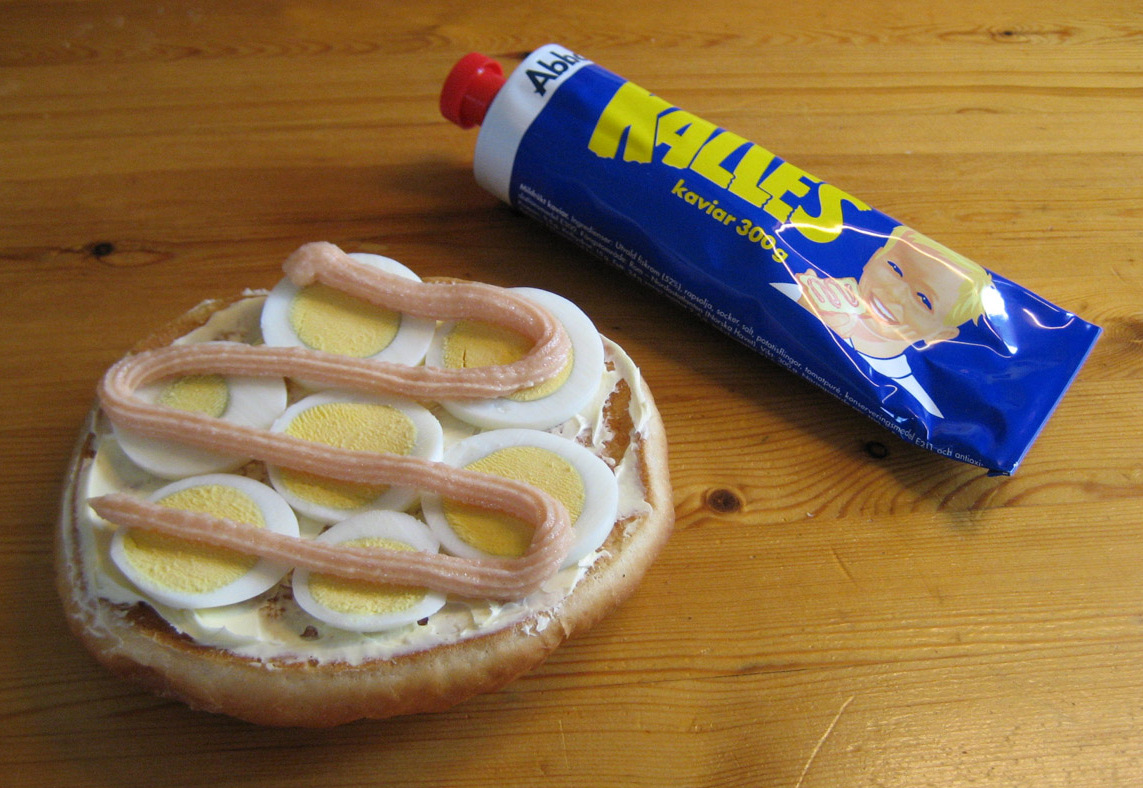
شطيرة النموذجية السويدية مع البيض المسلوق والكافيار بطارخ سمك القد من أنبوب

السيطرة على ضغط الدم وتعزيز صحة القلب
- نظراً لاحتوائه على عنصر البوتاسيوم الضروري لتنظيم عمل القلب والشرايين، كما يساعد على تخفيض ضغط الدم. إلا أنه يحتوي على نسب عالية جداً من الصوديوم تصل إلى 1500 ميلليغرام لكل 100 غرام من الكافيار ويمكن أن يؤدّي هذا بمرور الوقت إلى ارتفاع ضغط الدم والنوبة القلبية والسكتة الدماغية.
- الكافيار غني بالأوميغا 3 مما يجعله فعالاً في تخفيض الكوليسترول الضار والدهون الثلاثية، وبالتالي تعزيز صحة القلب والشرايين كما ويساهم في الوقاية من الجلطات والأزمات القلبية والسكتات الدماغية. بالمقابل فإن الاستهلاك المنتظم للكافيار قد يزيد من نسبة الكوليسترول الضار، حيث يوفّر 85 غرامًا من الكافيار 407 ميلليغرامًا من الكوليسترول، وهذا المقدار هو ضعف الحد الأقصى المسموح به يومياً.
إمداد الجسم بالطاقة
- وذلك لأنه يحتوي على مجموعة من المعادن المهمة كالزنك (وهو عنصر مهم للجهاز المناعي)
والفوسفور (الذي يعمل على تنظيم عمليات توليد الطاقة في الجسم).
- يساعد على زيادة مستويات الهيموغلوبين في الدم لاحتوائه على الحديد، وهذا يعني زيادة كفاءة نقل الأوكسجين والغذاء لمختلف خلايا الجسم.
مصدر غني بالفيتامينات
- يحتوي الكافيار على فيتامينات B6 وB5 مما يجعله مهماً في توازن مستويات هرمونات الجسم المختلفة (يساعد في إنتاج هرمون التستوستيرون نظراً لاحتوائه على الدهون والمعادن).
- كما يحتوي على فيتامين A الذي يعد من أقوى مضادات الأكسدة كما يؤمن الوقاية من بعض الأمراض المرتبطة بالشيخوخة. ويساهم في صحة العيون والعظام. جدير بالذكر أن الإكثار من تناول الكافيار قد يؤدي إلى ما يعرف بفرط فيتامين A.
- يحتوي أيضاً على فيتامين D المهم لسير عمليات الأيض وسلامة الأسنان والعظام ومناعة الجسم.
وفيما يلي بعض الأضرار المحتملة للكافيار:
يحتوي كل 100 غرام من الكافيار على 264 سعرة حرارية فهو ليس خياراً جيداً لمن يتبعون حمية لإنقاص الوزن. نظراً لاحتواءه على نسب عالية من البوتاسيوم، فقد يؤثر تناول الكافيار سلباً على بعض ممن يعانون من مرض مزمن في الكلى أو يتناولون بعض أنواع الأدوية. أهمّ أضرار الكافيار تُعزى إلى احتوائه على نسبة عالية جداً من الصوديوم تصل إلى 1500 ميلليغرام لكل 100 غرام من الكافيار. يحتوي الكافيار على نسبة عالية من البيورينات وهذا يشكّل مشكلة للأشخّاص المصابين أو المُعرّضين لخطر الإصابة بالنقرس.
لا يُنصح بتناول الكافيار للحوامل والأطفال، وللأشخاص المصابون بارتفاع ضغط الدم وأمراض القلب والقصور الكلوي أو الكبدي، والأشخاص الذين يعانون من ارتفاع دهون الدم، وأصحاب الوزن الزائد والمدخنون. كما ولا ينصح بتناوله الأشخاص الذين يتناولون بعض أنواع الأدوية (كأدوية لإنقاص الوزن ومشتقات فيتامين A المستخدمة في علاج حب الشباب ومشكلات البشرة).

## المعلومات الغذائية
تحتوي كل ملعقة كبيرة من الكافيار (16 غ)، بحسب وزارة الزراعة الأميركية على المعلومات الغذائية التالية:
- السعرات الحرارية: 42 سعرة حرارية
- الدهون: 2.86 جم
- الكاربوهيدرات: 0.64 غرام
- الألياف: 0 غرام
- البروتين: 3.94 جم
- الصوديوم: 240 ملغ
- الكوليسترول: 94 ملغ
- الزنك: 12.18 ملغ

## وصلات خارجية
- المعلومات الغذائية عن الكافيار